# Тогрул ибн Мухаммед
Рукн ад-Дин («Опора веры») Тогрул II или Тугрул I (тур. Rüknü’d-dünyâ ve’d-dîn Ebû Tâlib Tuğrul b. Muhammed Tapar; 1109—1134) — сельджукский султан Ирака в 1132—1134 годах, представитель иракской ветви династии Сельджукидов, сын сельджукского султана Мухаммеда Тапара. После смерти отца в 1118 году вступил в длительную борьбу за трон с братьями Махмудом и Месудом. В 1121 году участвовал в походе в Грузию. В 1132 году султан Санджар возвёл Тогрула на трон Иракского сельджукского государства. После смерти Тогрула в 1134 году ему наследовал его брат Месуд.

## Биография

### Ранние годы
Тогрул был одним из пяти сыновей сельджукского султана Мухаммеда Тапара; он родился в  августе 1109 года. В  1110/11 году отец назначил ему атабеком Ануштегина Ширгира и передал сыну значительную часть провинции Джибал с городами Саве, Казвин, Абхар, Зенджан, Дейлам. В состав владений Тогрула входила также Гянджа и близлежащие регионы. Когда в 1118 году Мухаммед Тапар скончался, султаном был объявлен его старший сын Махмуд. Махмуд сменил атабека Тогрула, назначив ему новым атабеком эмира Гюндогду (Кунтогди). Махмуд велел привезти Тогрула к себе, но Гюндогду призвал Тогрула восстать против своего брата. Тогда Махмуд послал Ануширвана бен Халида захватить брата, прислав ему подарки и 30 000 золотых, однако Тогрул со своим атабеком взял под свой контроль Арран.
В это же время брат Мухаммеда Тапара Ахмад Санджар заявил о своих правах на трон Сельджукидов и двинулся против Махмуда. После победы над Махмудом в сражении у Саве 14 августа 1118 года Санджар стал великим сельджукским султаном. Он выделил Ирак в отдельное, вассально зависимое государство (государство Сельджуков Ирака, просуществовавшее до 1194 года), правителем которого назначил своего побеждённого племянника Махмуда. Тогрул получил в правление те же области, которые отдал ему отец — половину провинции Джибаль и провинцию Гилян. Другим сыновьям Мухаммеда Тапара Санджар тоже выделил территории: Сельджук-шаху — Фарс и половину провинций Исфахан и Хузестан, Месуду — Азербайджан и Мосул.
Грузинский царь Давид IV после смерти Мухаммеда-Тапара счёл ситуацию подходящей и начал совершать набеги на соседние земли. В 1121 году мусульмане, жившие в Тифлисе, обратились к Тогрулу, Махмуду и эмиру Мардина Иль-Гази за помощью. Тогрул вместе с атабеком Гюндоглу, Иль-Гази и эмиром Хиллы Дубайсом отправились в экспедицию в Грузию. Под Тбилиси их армия была разбита грузинами.
После смерти атабека Гюндогду его место при Тогруле занял хаким Мераге Ак-Сункур аль-Ахмадили. Вместе с бывшим атабеком Тогрула Ширгиром он настраивал Тогрула против Махмуда. Эмир Дубайс, к которому враждебно относился аббасидский халиф аль-Мустаршид Биллах, отправился в Арран и убедил Тогрула, что Ирак легко завоевать. Однако когда в  1128 году они достигли Ирака, их встретила большая армия халифа, кроме того, Тогрул заболел. Дубайс и Тогрул отступили и нашли убежище у султана Санджара в Мерве. Санджар выдал Дубайса Махмуду, но Тогрула оставил рядом с собой.

### Султан
В  1131 году султан Махмуд умер, завещав трон своему сыну Дауду, несмотря на то, что как вассал Санджара он не имел права в обход дяди распоряжаться судьбой иракского престола. Пока Санджар окончательно не принял решение о наследовании, сын Махмуда Дауд в Ираке был временно признан султаном. В  1132 году Санджар прибыл с Тогрулом в Рей. В это время братья Тогрула, Месуд и Сельджук-шах, решили захватить власть в Ираке. Предполагалось, что Месуд станет султаном и объявит о независимости от Санджара. Сельджук-шаху отводилась роль наследника Месуда. Заговорщиков поддержал халиф аль-Мустаршид Биллах.
В мае 1132 года Санджар объявил Тогрула султаном Ирака и наследником трона государства Великих Сельджуков, и двинулся навстречу Месуду. Месуд отступил в Азербайджан, но  25 мая 1132 года Санджар догнал его у Диневера. Тогрул командовал войсками на правом фланге, левым флангом командовал хорезмшах Атсыз, в центре во главе 10 000 гулямов находился Санджар. По оценкам историков, в армии Санджара было 100 000 человек, в армии Месуда — 30 000. Месуд был разбит, однако Санджар простил его и дал разрешение вернуться в Гянджу. В  июне 1132 года Санджар назначил визирем Ирака Абуль-Касима Дергезини  и вернулся в Хорасан. Уход Санджара оставил Тогрула в шатком положении.
Дауд ибн Махмуд отказался признать своего дядю Тогрула султаном и двинулся с армией на Хамадан, однако Санджару удалось разгромить его в битве, после которой Дауд со своим атабеком Ак-Сункуром аль-Ахмадили бежал в Багдад. Месуд, который пробыл в Гяндже четыре или пять месяцев, также приехал в Багдад и вновь привлёк на свою сторону халифа. В Багдаде была прочитана хутба от имени султана Месуда и его наследника Дауда и было достигнуто соглашение отобрать Иракский султанат у Тогрула.
Тогрул нашел убежище у Бавандида Али в Табаристане, где провел всю зиму  1132/33 года. Месуд и Дауд с войском халифа направились в Азербайджан. Они осадили эмиров Тогрула в Ардебиле, убили многих из них, остальные бежали после поражения. Затем Месуд двинулся в Хамадан. В  1133 году братья встретились в битве у стен города, которая закончилась победой Месуда. Побежденный султан Тогрул отступил к Рею, а победивший Месуд обосновался в Хамадане. Из Рея Тогрул отправился в Кум, а оттуда в Исфахан, но жители города отказались принять его, тогда Тогрул отправился к Фарсу, однако оттуда он вернулся в Рей, опасаясь, что его войско перейдёт на сторону брата. Тогрул казнил своего визиря Абуль Касима Дергезини, которого считал ответственным за случившееся. Позже Месуд догнал Тогрула и снова разбил его, после чего Тогрул вернулся в Рей к своему дяде султану Санджару, а Месуд — в Хамадан. От Санджара Тогрул вновь отправился к бавандидскому эмиру Али.
Когда пришла весна, к Тогрулу присоединились  сын его первого атабека Ануштегина Ширгира эмир Хайдар и шихне Багдада Ярынкуш аз-Зекеви. Персидский хаким Менгубарс также прислал 2000 всадников. Султан Тогрул верил, что с их помощью может победить. В это время Месуд находился в Азербайджане. В  июле 1134 года на равнине у Казвина братья встретились в последний раз, и на этот раз победил Тогрул. Когда некоторые из эмиров в армии Месуда увидели флаг Тогрула, то бежали. Поскольку Дауд не желал подчиняться, Тогрул послал к нему эмира Карасунгура, который победил Дауда и привёл его к повиновению дяде. Месуд же после поражения с трудом мог добраться до Багдада. Халиф просил его набрать солдат и сразиться с султаном Тогрулом. Он объявил, что тоже присоединится к походу, однако через некоторое время по каким-то причинам союз Месуда и халифа распался.
В  ноябре 1134 года Тогрул заболел, скончался и был похоронен в Хамадане. По слухам, причиной его смерти стало принимаемое им лекарство. После смерти Тогрула власть над Ираком перешла к его брату Месуду.

## Семья
У султана Тогрула было четыре сына по имени Альп-Арслан, Мелик-шах, Мухаммед и Арслан-шах ибн Тогрул. Вдова Тогрула Мюмине-хатун в поисках защиты вышла замуж за Шамс ад-Дина Ильдегиза, основателя правившей в Арране и Азербайджане династии Ильдегизидов. Позднее, в  июле 1161 года, Ильдегиз возвёл на сельджукский престол в Ираке сына Тогрула, Арслан-шаха.

## Личность
Ибн аль-Асир писал, что султан Тогрул был добрым, мудрым, любящим справедливость человеком, который был добр к людям. Имадеддин аль-Исфахани писал, что Тогрул ни с кем не советовался в своих делах (хотя у него были качества, необходимые для султана). Аль-Исфахани критиковал Тогрула за мятеж против своего брата Махмуда.